# Vasile Alecsandri, Galați
Vasile Alecsandri este un sat în comuna Braniștea din județul Galați, Moldova, România.
 Acest articol despre o localitate din județul Galați este deocamdată un ciot. Puteți ajuta Wikipedia prin completarea lui.